# Авария на АЭС Сен-Лоран-дез-О (1969)
Авария на АЭС Сен-Лоран-дез-О (фр. Saint-Laurent-des-Eaux) 1969 года — тяжёлый радиационный инцидент 4-го уровня по шкале INES, произошедший 17 октября 1969 года на атомной станции Сен-Лоран-дез-О (Франция).

## Обстоятельства
Ночью 17 октября 1969 года при выполнении перегрузки топлива в результате отказа оборудования и ошибки оператора произошло частичное расплавление активной зоны ядерного реактора. Расплавились 50 кг диоксида урана, помещённые в газоохлаждаемый уран-графитовый реактор типа UNGG первого блока.
Загрязнение не вышло за пределы АЭС, и население не было проинформировано в соответствии с политикой Électricité de France, так как инцидент не приводил к прямому ущербу людям, имуществу и окружающей среде.

## Ликвидация последствий
Операция по очистке началась через 10 дней после аварии. Большая часть работ была проведена дистанционно управляемыми механизмами, а также вручную сотрудниками. Были извлечены 47 кг урана.
Энергоблок был перезапущен 16 октября 1970 года, спустя год после аварии на первом реакторе АЭС Сен-Лоран.